# Kosei Nishihira
Kosei Nishihira (10 de Junho de 1942 - 14 de Maio de 2007) foi um mestre de karate e karateka. Ele era um mestre de Shorin-ryu Matsumura Seito e Kobudo.

## Biografia
Kosei Nishihira nasceu 10 de junho de 1942 em uma pequena aldeia perto de Yonabaru no sul da ilha de Okinawa, no Japão. A partir da idade de cerca de 15 anos  praticados com diligência e dedicação, sob a tutela do Mestre Soken Hohan, o estilo ortodoxo de Caratê, mais conhecido como Shorin-ryu Matsumura Seito  .
O estilo ensinado ao Nishihira jovem era muito difícil e foi entregue pessoalmente severamente com apenas alguns uchi-deshi (alunos internos) de uma forma muito seletiva e privadas “uchi-deshi” (internal students), dando algumas aulas também alunos dia japonês, americano e outras nacionalidades, sem nunca ensinar as partes considerados secretos ou muito perigoso para o praticante médio.
Cerca de trinta anos de idade, ele se casou com a filha de um perito de Ryukyu kobudô, com quem teve dois filhos, abriu uma loja apenas bentoyasan Nishihara, perto da casa de Hohan Soken e apesar do trabalho intenso, seguido e praticado com paixão ainda mais junto com seu “Sensei”. A freqüência eo empenho com que Nishihira praticada estilo o levou, inevitavelmente, a ligação emocional com o Grão-Mestre Soken também dando-lhe o apelido de Tan-mei (tio) e assim por ficar pelo seu vizinho, accudendolo, até o ponto da morte.
Nishihira muitas vezes encontrou-se no curso de suas vidas, para enfrentar adversários muito mais fortes do que ele, e ainda tem a vantagem, graças aos ensinamentos grave e pesado Grandmaster Soken, e permitindo-lhes ter pleno conhecimento da eficácia das técnicas, então, não se sente obrigada a estabelecer um estilo diferente do que ensinou-lhe em particular ao seu mestre.
Enquanto permanece escondido por anos Kosei Nishihira tornou-se um grande mestre, por sua vez, reconhecido internacionalmente como o herdeiro Matsumura Seito Karate de Grandmaster Soken, apesar do que a sua grande humildade e confiança levou-o a manter-se fiel à vontade de seu mestre não para espalhar o estilo, mas para transmitir apenas para os mais merecedores, de modo que até mesmo seus vizinhos nunca tinham conhecimento do que era praticante tão experiente.
Até à data, alguns mestres de karate no mundo dizem ter sido alunos da Nishihira maestro, mas o último antes de sua morte reconheceu abertamente que seus alunos só os mestres: Giuseppe Meloni, (representando a Europa), Ricky Rose (EUA), Theodore Lange (Austrália) e Richard Boyle. Ricky Rose e Theodore Lange, por sua vez já eram alunos de Soken Hohan primeiro e depois Nishihira.

## Ligações Externas
- (em italiano) Bushido Academy Italia
- (em italiano) Okinawa un’isola? No, un continente, Giuseppe Meloni
- (em inglês) Suiken Bugei Kai
- (em inglês) Shorin Ryu Matsumura Seito - Soken Kinen Kan
- (em inglês) Shoshinkan UK
- (em inglês) Some facts on matsumura seito by Steve Watson: Matsumura Seito practitioner, Soken Kinen Kan, Australia
- (em inglês) The History of Matsumura
- (em inglês) The History of Matsumura
- (em inglês) Hohan Soken - The Life of a Grand Master
- (em inglês) About Shinseido Shorin Ryu: The Way Born of Truth and Reality
- (em inglês) Abridged karate history of Master Phillip W. Koeppel
- (em inglês) Shōrin-ryū
- (em inglês) Martial Arts Biography - Soken Hohan